# U 173
U 173 war ein deutsches U-Boot vom Typ IX C, das im Zweiten Weltkrieg von der deutschen Kriegsmarine eingesetzt wurde.

## Technik und Geschichte
U 173 war ein Tauchboot für ozeanische Verwendung. Es war ein U-Boot vom Zweihüllentyp und hatte eine Wasserverdrängung von 1120 t über und 1232 t unter Wasser. Es hatte eine Länge von 76,76 m, eine Breite von 6,76 m und einen Tiefgang von 4,70 m. Mit den beiden 2200 PS MAN-Neunzylinder-Viertakt Dieselmotoren M 9 V 40/46 mit Aufladung konnte eine Höchstgeschwindigkeit über Wasser von 18,3 kn erreicht werden. Bei 10 kn Fahrt konnten 12.000 Seemeilen zurückgelegt werden. Die beiden 500 PS SSM-Doppel-E-Maschinen GU 345/34 hatten 62 × 62 Akku-Zellen AFA Typ 44 MAL 740 W. Es konnte eine Höchstgeschwindigkeit unter Wasser von 7,3 kn erreicht werden. Bei 4 kn Fahrt konnte eine Strecke von 64 Seemeilen zurückgelegt werden. Aus 4 Bug- und 2 Hecktorpedorohren konnten 22 Torpedos oder bis zu 44 TMA- oder 66 TMB-Minen ausgestoßen werden. Die Tauchtiefe betrug 100 – 200 m. Die Schnelltauchzeit betrug 35 Sekunden. Es hatte ein 10,5-cm Utof L/45 Geschütz mit 180 Schuss und 1 × 3,7-cm Fla-Waffe mit 2625 Schuss, 1 × 2-cm-Fla-Waffe mit 4250 Schuss. Ab 1943/44 erfolgte bei diesem Bootstyp der Ausbau der 10,5-cm-Kanone und Einbau von 4 × 2-cm-Zwillings-Fla-Geschützen mit 8500 Schuss. Die Besatzungsstärke konnte aus vier Offizieren und 44 Mannschaften bestehen. Die Kosten für den Bau betrugen 6.448.000 Reichsmark.
Der Auftrag für das Boot wurde am 23. Dezember 1939 an die AG Weser in Bremen vergeben. Die Kiellegung erfolgte am 21. Dezember 1940, der Stapellauf am 11. August 1941, die Indienststellung unter Kapitänleutnant Carl Emmermann fand schließlich am 15. November 1941 statt.
U 173 gehörte vom 15. November 1941 bis zum 30. Juni 1942 als Ausbildungsboot der 4. U-Flottille in Stettin, und vom 1. Juli 1942 bis zu seiner Versenkung am 16. November 1942 als Frontboot der 2. U-Flottille in Lorient an.
Es absolvierte zwei Feindfahrten, auf denen es 1 Schiff mit 9.359 BRT versenkte und 2 Schiffe mit 17.713 BRT, sowie ein Kriegsschiff mit 1.630 ts beschädigte. U 173 wurde am 16. November 1942 im Mittelatlantik vor Casablanca von US-amerikanischen Kriegsschiffen versenkt. Es war ein Totalverlust mit 57 Toten.

## Kommandanten

### Heinz-Ehler Beucke
Heinz-Ehler Beucke wurde am 12. Januar 1904 in Berlin geboren. Am 30. März 1922 trat er als Offiziersanwärter in die Reichsmarine ein und gehörte damit zur Crew 22. Bis August 1939 bewältige er die Ausbildung, bestand die Offiziershautprüfung und wurde in diversen Kommandos eingesetzt. Ab September 1939 wurde er Referent im Oberkommando der Marine/Seekriesleitung-U. Im April 1940 wechselte er als 1. Admiralstabsoffizier in den Stab des Admirals norwegische Westküste und ab August 1940 als 3. Admiralstabsoffizier in den Stab des Marinegruppenkommandos West. Ab März 1941 absolvierte er die U-Bootsausbildung und nahm an der Baubelehrung für U 173 in Bremen teil, dessen Kommandant er ab dem 15. November 1941 wurde. Nach der Ausbildung in der Ostsee, kommandierte Beucke eine Unternehmung in die Karibik, auf der keine Schiffe versenkt wurden. Nachdem er das Kommando an Hans-Adolf Schweichel abgegeben hatte, arbeitete er ab November 1942 im Stab des 2. Admirals der Unterseeboote. Im Februar 1943 Chef des Stabes der Kommandierenden Admirals der U-Boot, wurde er ab Juni 1943 Chef der Kommandoabteilung Unterseeboote (Seekriegsleitung/Qu A U) im Oberkommando der Marine. Dort arbeitete er bis August 1944 und wechselte dann bis Kriegsende als 1. Führungsstabsoffizier zum Marineoberkommando Nord. Bei Kriegsende ging er in Kriegsgefangenschaft, aus der er am 18. April 1947 entlassen wurde. Heinz-Ehler Beucke starb am 23. Mai 1979 im Alter von 75 Jahren. Der letzte Dienstgrad war Kapitän zur See (1. Juni 1943).

### Hans-Adolf Schweichel
Hans-Adolf Schweichel wurde am 26. Mai 1915 in Bremen geboren. Am 3. April 1936 trat er als Offizieranwärter in die Kriegsmarine ein und gehörte somit zur Olympia-Crew 36. Nach der Grund- und Bordausbildung sowie diversen Fähnrichslehrgängen bestand er die Offiziershauptprüfung. Ab Februar 1939 wurde er Adjutant und Signaloffizier auf dem Leichten Kreuzer Leipzig und ab Februar 1940 Flaggleutnant im Stab des Befehlshabers der Aufklärungsstreitkräfte. Im Juli 1941 wechselte er zur U-Bootwaffe und absolvierte die U-Bootsausbildung. Ab Dezember 1941 I. Wachoffizier auf U 126, nahm er ab August 1942 am Kommandanten-Lehrgang bei der 2. U-Ausbildungsabteilung in Neustadt und der 24. U-Flottille in Memel teil. Anschließend übernahm er U 105, das zu dieser Zeit keine Feindfahrten unternahm. Am 30. Oktober 1942 übernahm er das Kommando von U 173. Schweichel kommandierte eine Unternehmung, in den Mittelatlantik und vor Afrika, auf der er ein Schiff versenkte und drei Schiffe beschädigte. Diese Fahrt war auch das Ende von U 173, es wurde mit der gesamten Besatzung versenkt. Der letzte Dienstgrad war Oberleutnant zur See (1. Oktober 1940).

## Einsatzstatistik

### Erste Unternehmung
Das Boot lief am 15. Juni 1942 um 7.00 Uhr von Kiel aus. Zur Brennstoffergänzung lief das Boot am 16. Juni 1942 in Kristiansand ein, um am 17. Juni 1942 von dort seine erste Unternehmung anzutreten. Die Fahrt ging über die Nordsee und den Nordatlantik, in sein Einsatzgebiet. Dieses war der Westatlantik und die Karibik. U 173 wurde am 30. Juni 1942 vom Versorgungsboot U 460 mit 52 m² Brennstoff und 1,5 t Schmieröl versorgt. Am 20. September 1942 um 22.45 Uhr nach 97 Tagen auf See und einer zurückgelegten Strecke von 13.951 sm über und 644 sm unter Wasser machte das Boot in Lorient fest. Das Boot konnte auf seiner ersten Unternehmung keine Schiffe versenken oder beschädigen.

### Zweite Unternehmung
Das Boot lief am 11. November 1942 von Lorient aus. Die Fahrt ging über die Biscaya und den Mittelatlantik, in sein Operationsgebiet vor Casablanca und der Reede von Fedala. U 173 gehörte auf dieser Unternehmung zur U-Bootgruppe „Schlagetot“ und konnte 1 Schiff mit 9.359 BRT versenken sowie 2 Schiffe mit 18.713 BRT und 1 Kriegsschiff mit 1.630 ts beschädigen.
- Am 11. November 1942 wurde der US-amerikanische Dampfer USS Joseph Hewes (Lage) mit 9.359 BRT durch einen Torpedo versenkt. Das Schiff lag auf Fedala-Reede. Es gehörte als Truppentransporter zum Geleitzug UGF-1 und lief von Hampton Roads nach Fedala. Es gab 100 Tote und 258 Überlebende.
- Am 11. November 1942 wurde der US-amerikanische Dampfer USS Winooski (Lage) mit 10.172 BRT durch einen Torpedo beschädigt. Das Schiff lag ebenfalls auf Fedala-Reede und gehörte als Brennstoffversorger zum Geleitzug UGF-1. Verluste unbekannt.
- Am 11. November 1942 wurde der US-amerikanische Zerstörer USS Hambleton (Lage) mit 1.630 ts durch einen Torpedo beschädigt. Der Zerstörer lag, wie die beiden vorherigen Schiffe auf Fedala-Reede. Auch der Zerstörer gehörte als Geleitschutz zum Geleitzug UGF-1. Verluste unbekannt.
- Am 15. November 1942 wurde der US-amerikanische Dampfer USS Electra (Lage) mit 8.113 BRT durch einen Torpedo beschädigt. Das Schiff lag auf Fedala-Reede. Es gehörte einstmals als Nachschubschiff zum vorher Aufgelösten Geleitzug UGF-1. Das Schiff hatte Kriegsmaterial, Munition und Flugbenzin geladen. Es gab 1 Toten. All diese Schiffe gehörten zur Operation Torch der alliierten Landung in Nordafrika.

## Verbleib
U 173 wurde am 16. November 1942 im Mittelatlantik vor Casablanca durch Wasserbomben der US-Zerstörer USS Woolsey, USS Swanson und USS Quick auf Position 33° 40′ N, 7° 35′ W versenkt. An diesem Tag patrouillierten die drei amerikanischen Zerstörer vor Casablanca. Gegen Mittag bekam die USS Woolsey einen Kontakt im Sonar-Gerät nahe am Schiff und warf sofort zwei Wasserbomben. In zwei weiteren Angriffen, warf die Woolsey weitere acht Wasserbomben, nach denen Öl und Luftblasen aufstiegen. Danach warf die Swanson zwei Serien von Wasserbomben und die Quick eine, die so eingestellt wurde, dass sie auf dem Meeresgrund detonierte.